# Gillbergska barnhemmet

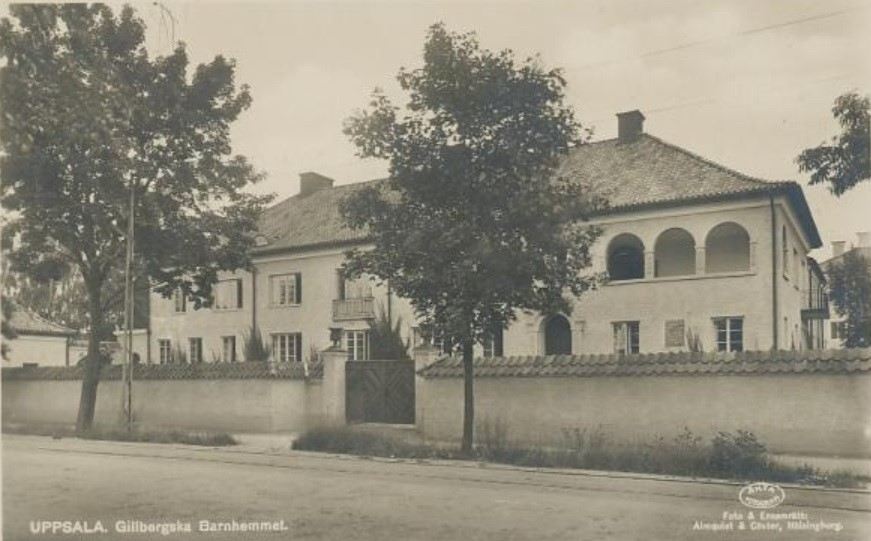
Gillbergska barnhemmet ca 1930

Gillbergska barnhemmet är en byggnad i Uppsala som tidigare användes som barnhem.
Barnhemmet grundades 1843. Det fick sitt namn efter Gabriel Wilhelm Gillberg (1801–1890) som testamenterade en stor del av sin förmögenhet. Stiftelsen lät 1895 bygga Gillbergska barnhemsinrättningen som ligger på Sysslomansgatan 37-39 i Uppsala. Victor Holmgren ritade hemmet. Barnhemmet fanns kvar fram till 1983.
Barnen som blev intagna på Gillbergska barnhuset var oftast mycket unga vid intagning. Vanligt var även att föräldrarna, eftersom de var för fattiga, inte hade förmåga att fostra sitt barn.
Hösten 2022 startade Amerikanska Gymnasiet, en fristående gymnasieskola, sin verksamhet i lokalerna. 